# Dolichopoda petrochilosi
Dolichopoda petrochilosi är en insektsart som beskrevs av Lucien Chopard 1954. Dolichopoda petrochilosi ingår i släktet Dolichopoda och familjen grottvårtbitare. Inga underarter finns listade i Catalogue of Life.